# Otakar Foltýn
Otakar Foltýn (* 24. února 1976 Jihlava) je český právník a důstojník Armády České republiky, v letech 2022 až 2023 náčelník Vojenské policie. Od roku 2023 působí ve Vojenské kanceláři prezidenta republiky.

## Životopis
Narodil se v rodině Otakara Foltýna st., mysliveckého hospodáře ve Střílkách. Po absolutoriu Právnické fakulty Univerzity Karlovy v Praze absolvoval v letech 2003 až 2004 základní vojenskou službu, během níž úspěšně dokončil důstojnický kurz na Vojenské akademii ve Vyškově.
V letech 2004 až 2016 působil jako důstojník Generálního štábu. V této pozici byl mj. roku 2006 nasazen na mezinárodní velitelství spojeneckých sil KFOR v Kosovu, v letech 2009 a 2019 působil také v rámci kontingentů Armády ČR během přítomnosti vojsk NATO v rámci války v Afghánistánu. V rámci svého působení v armádě pracoval v Sekci rozvoje druhů sil, Společném operačním centru, či Vojenské akademii a inspektorátu. Od 1. července 2022 do 28. února 2023 působil jakožto náčelník Vojenské policie, o uvolnění z této funkce požádal v únoru 2023.
V březnu téhož roku byl pak v souvislosti s personálními změnami po nástupu prezidenta Petra Pavla do úřadu převelen do Vojenské kanceláře prezidenta republiky.  A v květnu 2024 byl s působností od následujícího měsíce jmenován prvním koordinátorem strategické komunikace Úřadu vlády.
Vedle toho se věnuje též pedagogické činnosti jakožto externí vyučující na Filozofické fakultě Univerzity Karlovy, kde zároveň studuje doktorský program studia moderních dějin. Zabývá se rovněž mezinárodním právem a problematikou hybridních konfliktů; jako expert pro mezinárodní právo spolupracuje s Českým červeným křížem a je také členem České společnosti pro mezinárodní právo.

## Kontroverze
S kritikou se setkaly jeho výroky o malé skupině českých občanů v debatě „Pravda není jenom slovo“ na festivalu ve Slavonicích v roce 2024. „Kromě toho, že jsem obviňován z toho, že jsem cenzor, ačkoliv nikdo není schopen najít jediný příklad cenzury, tak zároveň jsem obviňován z toho, že hloubím příkopy. A já to budu dělat dál, protože mezi tou malou skupinou lidí, kteří když se říkalo, že jsou padlí na bojišti informační války, jeden kolega to upgradoval, oni jsou zombíci na poli informační války. Oni koušou svoje okolí a nakazí je naštvaností, frustrací, strachem a antisystémovostí,“ uvedl Foltýn ve svém příspěvku. Podle něj patří mezi nejradikálnější „zombíky“ přibližně 4,5 % populace. „Je kolem nich potřeba vykopat příkop tak hluboký, aby do toho nespadli ti, kteří jsou na druhé straně,“ pokračoval Foltýn. Součástí příspěvku bylo i označování některých spoluobčanů za „svině“.
Dne 2. října 2024 byla pražská konference k poctě laureáta Ceny Václava Havla za lidská práva narušena propalestinskými aktivisty, kteří protestovali proti přítomnosti Otakara Foltýna a ministra zahraničí Jana Lipavského. V otevřeném dopise organizátorům konference aktivisté Foltýna obvinili, že šířením  „dezinformací“ a „účelových lží“ v souvislosti s válkou v Pásmu Gazy „přispěl k nárůstu protipalestinského rasismu v české společnosti, který v důsledku vede ke značnému zcyničtění české veřejnosti vůči válečným zločinům, jichž se Izrael na Palestincích doložitelně dopouští.“

## Publikační činnost
- Povaha změny (Vyšehrad, 2015)
- Na rozhraní (Vyšehrad, 2016)
- Lidé a dějiny (Academia, 2017)
- Punctuated Equilibria Paradigm and Security in the Modern World (Potomac Institute for Policy Studies, 2018)
- Za zrcadlem – hybridní válka (Academia, 2022)
- Od bouře k bouři: 1918–1939 (Academia, 2022)

## Vyznamenání
- Medaile ministra obrany ČR Za službu v zahraničí – bojová zahraniční
- Medaile ministra obrany ČR Za službu v zahraničí – Afghánistán III. stupně
- Medaile ministra obrany ČR Za službu v zahraničí – KFOR
- III. stupně Non Article 5 NATO Medal RS – Afghánistán
- The Meritorious Service Medal
- Non Article 5 NATO Medal ISAF Operation
- Čestný odznak Armády České republiky Za zásluhy III. stupně
- Medaile Za službu v ozbrojených silách České republiky I. stupně
- Čestná medaile Policie ČR a hasičského záchranného sboru
- Medaile Služby pořádkové policie ČR